# 虎獅虎
虎獅虎（英語：Tiliger）是公虎與母獅虎的雜交種。
世界上第一头虎獅虎于西元2007年8月16日诞生于美国奧克拉荷馬州格洛德韋恩互動動物園。
儘管雄性虎獅和獅虎是無法生殖的，但雌性則可以產子。與獅虎一樣，虎獅虎缺乏控制生長的基因，其身形普遍比老虎和獅子大得多。

## 簡史
頭一次虎獅虎的誕生，父親"卡胡尼" (Kahun) 是一隻孟加拉白虎 (Panthera tigris tigris)，而母親"美人" (Beauty) 是一隻獅虎。在那次懷孕中產下了五隻幼虎獅虎，當中有4隻雄性和1隻雌性，並分別命別為"坦亚罗" (Tanyaro)、"云义" (Yun Yi) 和"莫尼克" (Monique) ,另外兩隻則被轉移到其他設施。
在2013年3月7日，第二次虎獅虎的誕生在奧克拉荷馬州的格洛德韋恩互動動物園。這胎虎獅虎的父親"诺哈" (Noha) 是一隻東北虎 (Panthera tigris altaica)，而媽媽"李兹" (Lizzy) 則是一隻獅虎，總共生了三隻幼虎獅虎。